# Concertino in ungarischer Weise
Das Concertino in ungarischer Weise in a-Moll (op. 21) ist ein etwa 10-minütiges Werk von Oskar Rieding (1846–1916) für Violine und Klavier, das sich gut für den pädagogischen Einsatz eignet. Das Werk wurde 1905 im Leipziger Musikverlag Bosworth & Co. veröffentlicht.

## Werkbeschreibung
Das Concertino ist von ungarischer Volksmusik inspiriert und wie ein traditioneller Csárdás zweiteilig gegliedert: auf einen langsamen Lassú in synkopiertem Rhythmus folgt ein temperamentvolles und stürmisches Allegro moderato, dessen Thema einen tänzerischen Charakter aufweist.

## Violinstimme
Die Violinstimme bewegt sich ausschließlich in der 1. und 3. Lage. An einigen Stellen muss der 4. Finger in der 3. Lage zum Flageolett auf der E-Saite abgestreckt werden. Lagenwechsel erfolgen relativ häufig, z. T. mit einem leichten Glissando. Saitenwechsel und Akkorde über alle vier Saiten (auch im Pizzicato) müssen im Tempo sicher beherrscht werden.
All diese Feinheiten sind jedoch so umgesetzt, dass sie relativ isoliert vorkommen und sich deshalb gut üben lassen.

## Klavierstimme
Die Klavierstimme ist mit Oktavgriffen durchzogen. Während sie in der Begleitung zunächst eher ruhig ist, verlangt sie insbesondere in den Solopassagen durchaus eine gute Koordination der rechten Hand. Auffällig ist das Tremolo, das mitunter in beiden Händen parallel vorkommt.

## Ausgaben
- Annette Oppermann (Hrsg.), Evelyne Grüb-Trauer (Fingersatz), Maruša Zupančič (Vorwort): Oskar Rieding: Concertino in ungarischer Weise a-moll op. 21. Partitur (= HN 1056). Henle, München 2020, ISMN 979-0-2018-1056-0 (Suche im DNB-Portal).
- Tomislav Butorac (Hrsg., Fingersatz): Oskar Rieding: Concertino a-moll op. 21 in ungarischer Weise. Klavier-Partitur und Stimme (= EB R027-G). Ice-Land Music, München 2002, ISMN 979-0-50290-261-2.